# Danh sách kế vị ngai vàng Monaco
Việc kế vị ngai vàng của Công quốc Monaco hiện được điều chỉnh bởi Luật Hoàng tử từ ngày 2 tháng 4 năm 2002. Ngai vàng của Thân vương quốc Monaco được truyền theo quy tắc Male-preference primogeniture (con trưởng là nam có quyền ưu tiên hơn) nghĩa là ưu tiên nam giới hơn nữ giới, ưu tiên dòng trưởng hơn dòng thứ.

## Quy định kế vị
Khác với các dòng kế thừa ngai vàng Vương thất Anh, Na Uy, Bỉ, Thụy Điển và Đan Mạch. Theo hiến pháp của Monaco, vương miện được trao theo quyền ưu tiên nam giới. Chỉ những người là hậu duệ của quốc vương đang trị vì và anh chị em ruột của quốc vương đang trị vì và con cháu của họ, có cha mẹ đã kết hôn hợp pháp dưới sự chấp thuận của quốc vương và là công dân Monaco mới đủ điều kiện để liệt kê trong danh sách kế vị. Những đứa con sinh ra ngoài hôn nhân hợp pháp sẽ không có tên trong danh sách.
Một thành viên hoàng gia sẽ mất quyền kế vị cùng với các hậu duệ của họ từ cuộc hôn nhân không được chấp thuận nếu người đó kết hôn mà không có sự cho phép của quốc vương, nhưng quyền kế vị của một thành viên hoàng tộc có thể được khôi phục nếu họ ly hôn mà không có con cái.
Nếu không ai đủ điều kiện để kế vị theo luật kế vị, một hội đồng nhiếp chính sẽ nắm quyền cho đến khi Hội đồng Hoàng gia Monaco bầu ra người kế vị mới trong số những hậu duệ xa hơn của Nhà Grimaldi.

## Danh sách kế vị ngai vàng
- -  Albert II (b. 1958)
    - (1) Thân vương thế tử Jacques (b. 2014)
    - (2) Thân vương nữ Gabriella (b. 2014)

  - (3) Thân vương phi của Hannover (b. 1957)
    - (4) Andrea Casiraghi (b. 1984)
      - (5) Alexandre (Sasha) Casiraghi (b. 2013)
      - (6) Maximilian Casiraghi (b. 2018)
      - (7) India Casiraghi (b. 2015)

    - (8) Pierre Casiraghi (b. 1987)
      - (9) Stefano Casiraghi (b. 2017)
      - (10) Francesco Casiraghi (b. 2018)

    - (11) Charlotte Casiraghi (b. 1986)
      - (12) Balthazar Rassam (b. 2018)

    - (13) Công chúa Alexandra xứ Hanover (b. 1999)

  - (14) Thân vương nữ Stéphanie (b. 1965)
    - (15) Louis Ducruet (b. 1992)
    - (16) Pauline Ducruet (b. 1994)